# Epicauta tricostata
Epicauta tricostata is een keversoort uit de familie van oliekevers (Meloidae). De wetenschappelijke naam van de soort is voor het eerst geldig gepubliceerd in 1943 door Werner.